# Perdita taeniata
Perdita taeniata är en biart som beskrevs av Timberlake 1971. Perdita taeniata ingår i släktet Perdita och familjen grävbin. Inga underarter finns listade i Catalogue of Life.